# Unione Sportiva Pistoiese 1933-1934
Questa pagina raccoglie i dati riguardanti l'Unione Sportiva Pistoiese nelle competizioni ufficiali della stagione 1933-1934.

## Rosa
| N. |                   | Ruolo | Calciatore         |
| -- | ----------------- | ----- | ------------------ |
|    | Italia (bandiera) | C     | Mario Allorini     |
|    | Italia (bandiera) | D     | Aldo Baldi         |
|    | Italia (bandiera) | A     | Alberto Barni      |
|    | Italia (bandiera) | C     | Enrico Bertini     |
|    | Italia (bandiera) | D     | Egisto Betti (I)   |
|    | Italia (bandiera) | C     | Giovanni Cai       |
|    | Italia (bandiera) | D     | S. Cappellini      |
|    | Italia (bandiera) | A     | Cleto Chelucci     |
|    | Italia (bandiera) | C     | Adolfo Chiti       |
|    | Italia (bandiera) | D     | Aldo Civinini (II) |
|    | Italia (bandiera) | A     | Fogli              |
|    | Italia (bandiera) | A     | Gino Frascari      |

| N. |                   | Ruolo | Calciatore           |
| -- | ----------------- | ----- | -------------------- |
|    | Italia (bandiera) | C     | Fulgido Guastini     |
|    | Italia (bandiera) | A     | Ferdinando Innocenti |
|    | Italia (bandiera) | A     | Aldo Melani          |
|    | Italia (bandiera) | A     | Fabio Pastacaldi     |
|    | Italia (bandiera) | A     | Elia Puccini         |
|    | Italia (bandiera) | C     | Aldo Querci          |
|    | Italia (bandiera) | A     | Umberto Romanini     |
|    | Italia (bandiera) | C     | Libero Simonatti     |
|    | Italia (bandiera) | P     | Mario Spadoni        |
|    | Italia (bandiera) | A     | Rodolfo Stilli       |
|    | Italia (bandiera) | A     | Dino Tasselli        |
|    | Italia (bandiera) | C     | Vittorio Vettori     |

## Risultati

### Serie B

#### Girone B

##### Girone di andata
| Arbitro: | Salvagno (Trieste) |

|                        |           |  |
| Nardi ?’, ?’, ?’ Olasi | Marcatori |  |

| Arbitro: | Carletti (Ancona) |

|         |           |               |
| Vettori | Marcatori | Vecchi Casoli |

| Arbitro: | Benvignati (Roma) |

|          |           |                |
| Romanini | Marcatori | Preti Scategni |

| Arbitro: | Rovida (Milano) |

|         |           |          |
| Pochera | Marcatori | Chelucci |

| Arbitro: | Gondola (Monfalcone) |

|          |           |           |
| Romanini | Marcatori | Subinaghi |

| Arbitro: | De Jurco (Trieste) |

|                 |           |  |
| Bianchi Magrini | Marcatori |  |

| Arbitro: | Roggero (Alessandria) |

|                            |           |  |
| Tasselli Querci Pastacaldi | Marcatori |  |

| Arbitro: | Galeati (Bologna) |

|                                              |           |                   |
| Marchionneschi ?’, ?’, ?’, ?’ Dentoni Frossi | Marcatori | Tasselli Frascari |

| Arbitro: | Borghetti (Ancona) |

|        |           |          |
| Sudati | Marcatori | Tasselli |

| Arbitro: | Brunelli (Bologna) |

|                    |           |  |
| Tasselli Innocenti | Marcatori |  |

| Arbitro: | De Felice (Napoli) |

|                    |           |        |
| Bertini Pastacaldi | Marcatori | Romano |

| Bergamo 26 novembre 1933 12ª giornata                               | Atalanta  | 5 – 0 referto | Pistoiese | Stadio Mario Brumana |
| \| \| \| \| \| Sina ?’, ?’ Sanero ?’, ?’ Belotti \| Marcatori \| \| |           |               |           |                      |
|                                                                     |           |               |           |                      |
| Sina ?’, ?’ Sanero ?’, ?’ Belotti                                   | Marcatori |               |           |                      |

| 10 dicembre 1933 13ª giornata |  | – Turno di riposo |  |  |

##### Girone di ritorno
| Arbitro: | Carnevali (Roma) |

|                 |           |       |
| Tasselli ?’, ?’ | Marcatori | Nardi |

| Arbitro: | Beraldi (Oneglia) |

|               |           |  |
| Vecchi ?’, ?’ | Marcatori |  |

| Perugia 31 dicembre 1933 16ª giornata              | Perugia   | 1 – 1 referto | Pistoiese | Campo di Piazza d'armi |
| \| \| \| \| \| Vitalesta \| Marcatori \| Stilli \| |           |               |           |                        |
|                                                    |           |               |           |                        |
| Vitalesta                                          | Marcatori | Stilli        |           |                        |

| Arbitro: | Caironi (Milano) |

|               |           |                |
| Querci Stilli | Marcatori | Pisani I Landi |

| Arbitro: | Levrero (Genova) |

|                 |           |  |
| Galli Scaltriti | Marcatori |  |

| Arbitro: | Brunelli |

|                             |           |       |
| Stilli ?’, ?’, ?’ Innocenti | Marcatori | Rossi |

| Arbitro: | Bartolini (Pisa) |

|                        |           |              |
| Cesaro ?’, ?’ Scavazza | Marcatori | ?’, ?’ Barni |

| Arbitro: | Serio (Palermo) |

|       |           |         |
| Barni | Marcatori | Patuzzi |

| Arbitro: | Benvignati (Roma) |

|                               |           |                     |
| Tasselli ?’, ?’ Bertini Barni | Marcatori | Pavanello Baldi III |

| Arbitro: | Carminati (Milano) |

|                  |           |            |
| Bonivento ?’, ?’ | Marcatori | Pastacaldi |

| Como 4 marzo 1934 24ª giornata | Comense         | 0 – 0 referto | Pistoiese | Stadio Giuseppe Sinigaglia\| Arbitro: \| Scotto (Savona) \| |
| Arbitro:                       | Scotto (Savona) |               |           |                                                             |

| Arbitro: | Corradini (Bologna) |

|                  |           |             |
| Barni Pastacaldi | Marcatori | Sanero Gola |

| 18 marzo 1934 26ª giornata |  | – Turno di riposo |  |  |

## Statistiche

### Statistiche di squadra
| Competizione       | Punti | In casa | In casa | In casa | In casa | In casa | In casa | In trasferta | In trasferta | In trasferta | In trasferta | In trasferta | In trasferta | Totale | Totale | Totale | Totale | Totale | Totale | DR  |
| Competizione       | Punti | G       | V       | N       | P       | Gf      | Gs      | G            | V            | N            | P            | Gf           | Gs           | G      | V      | N      | P      | Gf     | Gs     | DR  |
| ------------------ | ----- | ------- | ------- | ------- | ------- | ------- | ------- | ------------ | ------------ | ------------ | ------------ | ------------ | ------------ | ------ | ------ | ------ | ------ | ------ | ------ | --- |
| Serie B - girone B | 20    | 12      | 6       | 4       | 2       | 25      | 15      | 12           | 0            | 4            | 8            | 8            | 29           | 24     | 6      | 8      | 10     | 33     | 44     | -11 |

### Statistiche dei giocatori
| Giocatore        | Serie B  | Serie B |
| Giocatore        | Presenze | Reti    |
| ---------------- | -------- | ------- |
| M. Allorini      | ?        | ?       |
| A. Baldi         | ?        | ?       |
| A. Barni         | ?        | ?       |
| E. Bertini       | ?        | ?       |
| E. Betti (I)     | ?        | ?       |
| G. Cai           | ?        | ?       |
| S. Cappellini    | ?        | ?       |
| C. Chelucci      | ?        | ?       |
| A. Chiti         | ?        | ?       |
| A. Civinini (II) | ?        | ?       |
| . Fogli          | ?        | ?       |
| G. Frascari      | ?        | ?       |
| F. Guastini      | ?        | ?       |
| F. Innocenti     | ?        | ?       |
| A. Melani        | ?        | ?       |
| F. Pastacaldi    | ?        | ?       |
| E. Puccini       | ?        | ?       |
| A. Querci        | ?        | ?       |
| U. Romanini      | ?        | ?       |
| L. Simonatti     | ?        | ?       |
| M. Spadoni       | ?        | ?       |
| R. Stilli        | ?        | ?       |
| D. Tasselli      | ?        | ?       |
| V. Vettori       | ?        | ?       |